# Maltha
Maltha is de naam van een glasrecyclingbedrijf dat gevestigd is op het bedijventerrein Dintelmond in de gemeente Moerdijk, nabij Heijningen. Maltha is een onderdeel van Renewi en een joint venture met Owens-Illinois.

## Activiteiten
Maltha heeft in totaal een verwerkingscapaciteit van 1.300 kiloton holglas en 200 kiloton vlakglas verworven. Jaarlijks verwerkt het bedrijf meer dan 1 miljoen ton glasafval tot nieuwe grondstoffen. Het bedrijf heeft 82 medewerkers in de Benelux en 136 werknemers in de rest van Europa. In de Benelux zijn vestigingen in Heijningen, Emmen en Lommel. Verder heeft Maltha vestigingen in Frankrijk, Portugal en Hongarije. Het hoofdkwartier bevindt zich aan de Dintelmond te Heijningen. 

## Geschiedenis
Het bedrijf werd in 1921 opgericht te Schiedam door Johan Bernard Maltha. Deze vervoerde flessen van en naar de jeneverdistilleerderijen. De scherven werden verkocht aan de glasfabrieken die eveneens in Schiedam aanwezig waren. Hij ging ook scherven van derden opkopen.
Doordat in 1956 een spoelinstallatie in gebruik werd genomen, was Maltha ook in staat om scherven van anderen dan distilleerderijen in te kopen en verwerken tot bruikbare grondstoffen voor de verpakkingsindustrie. In 1971 begon de inzameling van gebruikt glas bij de particuliere consumenten. De Milieuclub Zeist en de Rotterdamse Rooie Vrouwen waren de initiatiefnemers voor deze actie.
Nadat de acties in Zeist en Rotterdam tot succes hadden geleid, werd in Noord-Brabant een grootschaliger initiatief gestart, met steun van het Ministerie van Milieuhygiene. Op 17 mei 1978 werd de eerste glasbak geplaatst. Dit alles leidde ertoe dat in 1993 de modernste glasrecyclingfabriek ter wereld werd geopend met de naam: Maltha Dintelmond. Aangezien de grondstof voor holglas geen keramische materialen mag bevatten, en sommigen de jeneverkruiken in de glasbak deponeren, worden keramische scherven uit het schervenmengsel geblazen door middel van perslucht, bestuurd door een laserliniaal die keramische scherven detecteert. De capaciteit van de fabriek is 330 kiloton/jaar. Een tweede vestiging bevindt zich te Emmen.
In 1999 werd de transporttak van Maltha aan Van Gansewinkel overgedragen. In 2000 hield Maltha op een familiebedrijf te zijn. De aandelen kwamen voor 67% aan Van Gansewinkel en voor 33% aan BSN Glasspack, dat in 2004 werd gekocht door het Amerikaanse concern Owens-Illinois.
In 2001 werd te Kaulille de eerste vlakglasrecyclingfabriek ter wereld geopend. De capaciteit bedraagt 180 kiloton/jaar. In 2003 werd het Portugese bedrijf Vidrociclo overgenomen en in 2006 het Franse bedrijf IPAQ. In 2008 verhuisde het vlakglasrecyclingbedrijf van Kaulille naar Lommel en nam de capaciteit toe tot 200 kiloton/jaar.